# 白杨街道
白杨街道是浙江省杭州市钱塘区所辖街道。总面积41.0平方千米，总人口33.5万人。下沙高教园区属于该街道管辖。白杨街道原属江干区管辖。2021年4月，江干区撤销，白杨街道被划入新设的钱塘区。

## 辖区
白杨街道现辖：
- 社区(24)：景园社区，大北社区，月雅苑社区，高教社区，邻里社区，云水社区，闻潮社区，海天社区，多蓝水岸社区，朗琴社区，伊萨卡社区，东湾社区，观澜社区，江滨花园社区，江潮社区，美达社区，晨光社区，云涛社区，云滨社区，银海社区，东保社区，凌云社区，汇澜社区，云邸社区。